# Тирновлаг
Тирно́влаг (болг. Търновлаг) — село в Кюстендильській області Болгарії. Входить до складу общини Кюстендил.

## Населення
За даними перепису населення 2011 року у селі проживали 132 особи, усі — болгари.
Розподіл населення за віком у 2011 році:
Динаміка населення: